# 阿里奥斯托广场
44°50′28.82″N 11°37′34.88″E / 44.8413389°N 11.6263556°E

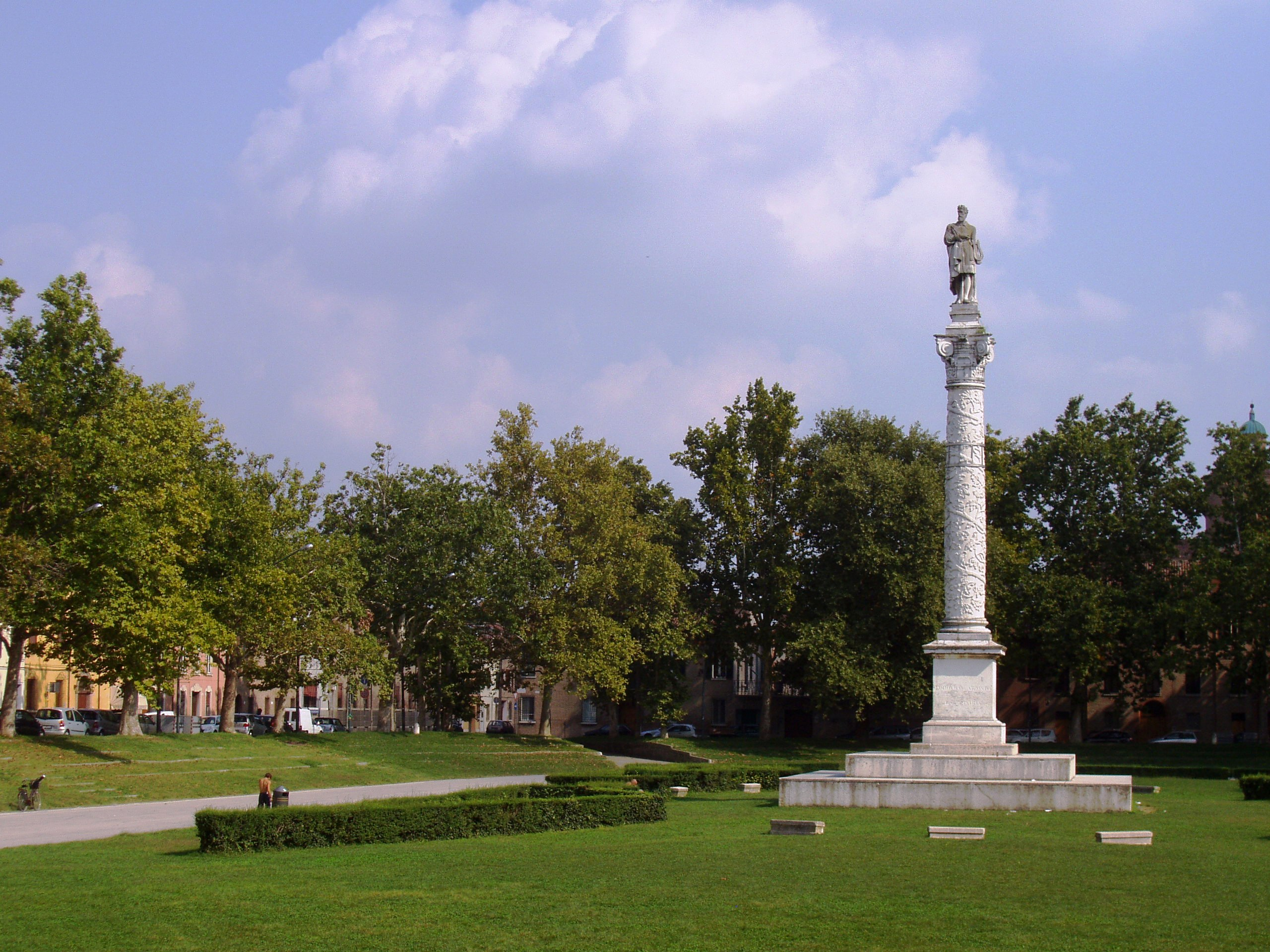
阿里奥斯托广场，广场中心的柱顶为阿里奥斯托雕像

阿里奥斯托广场（Piazza Ariostea）一度被称为“新广场”，是意大利费拉拉的一个主要广场，位于以费拉拉公爵埃尔科莱·德斯特一世命名的埃尔科莱新区（Addizione Erculea），这个城市扩展工程的作者是建筑师比亚焦·罗塞蒂。
广场的形状为矩形，1933年在广场内开辟环形赛马道。在广场中心矗立着十六世纪的圆柱，上立埃尔科莱公爵骑马雕像，1675年改为教宗亚历山大七世雕像，后改为拿破仑一世雕像，1833年再改为诗人阿里奥斯托雕像，广场因此而得名。
广场周围的建筑包括隆帝内里宫（15世纪）；斯特罗兹-罗塞蒂·贝维拉夸宫（1499），在角落有艺术的大理石阳台；广场的西北角为马萨里宫，现为现代和当代艺术博物馆。 
自1279年以来，费拉拉赛马节在五月的最后一个星期日举行，被认为是世界上最古老的奖项。